# Wilhelm Schmieding (Politiker, 1841)

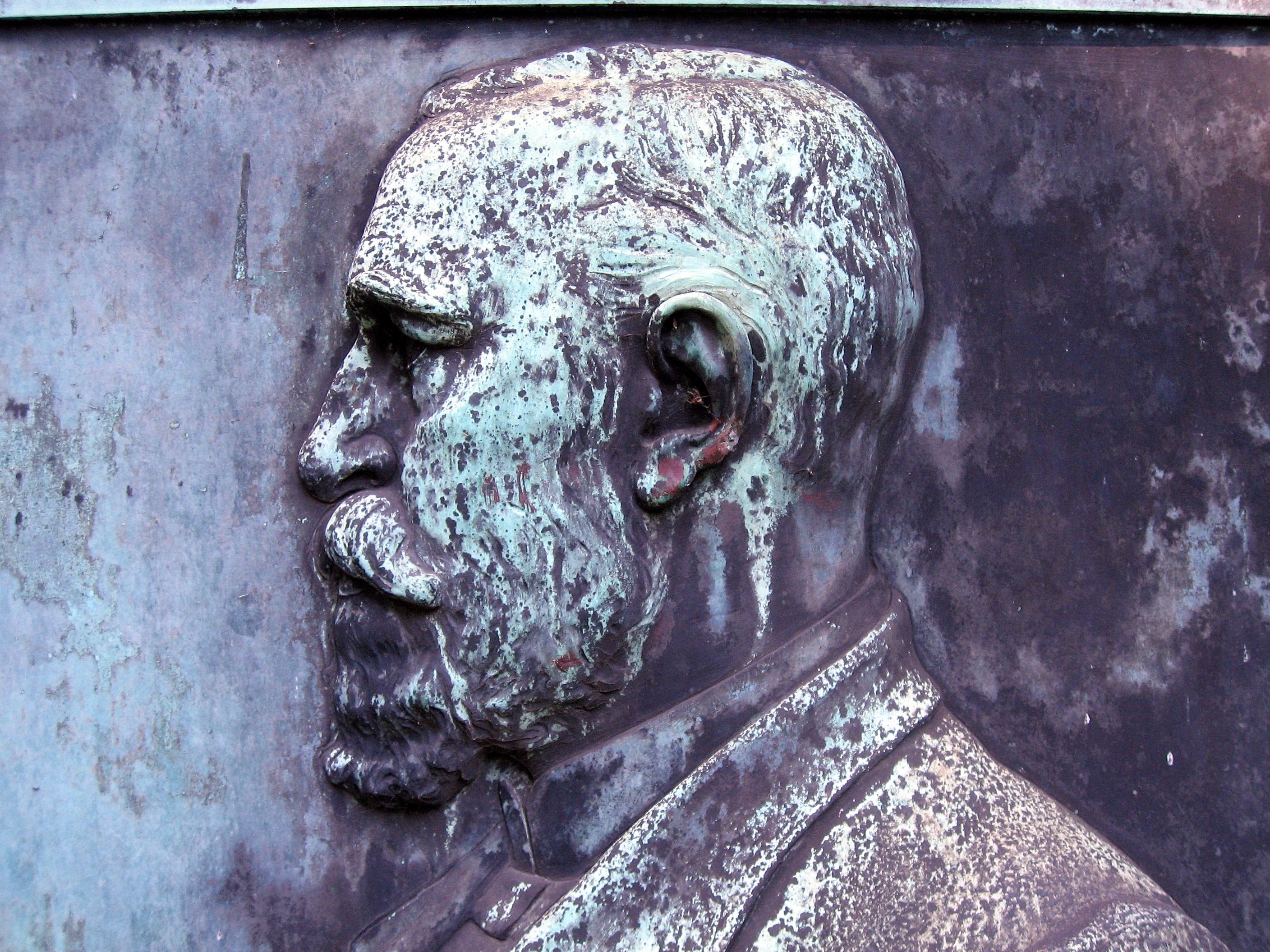
Relief auf Schmiedings Grab auf dem Ostenfriedhof Dortmund

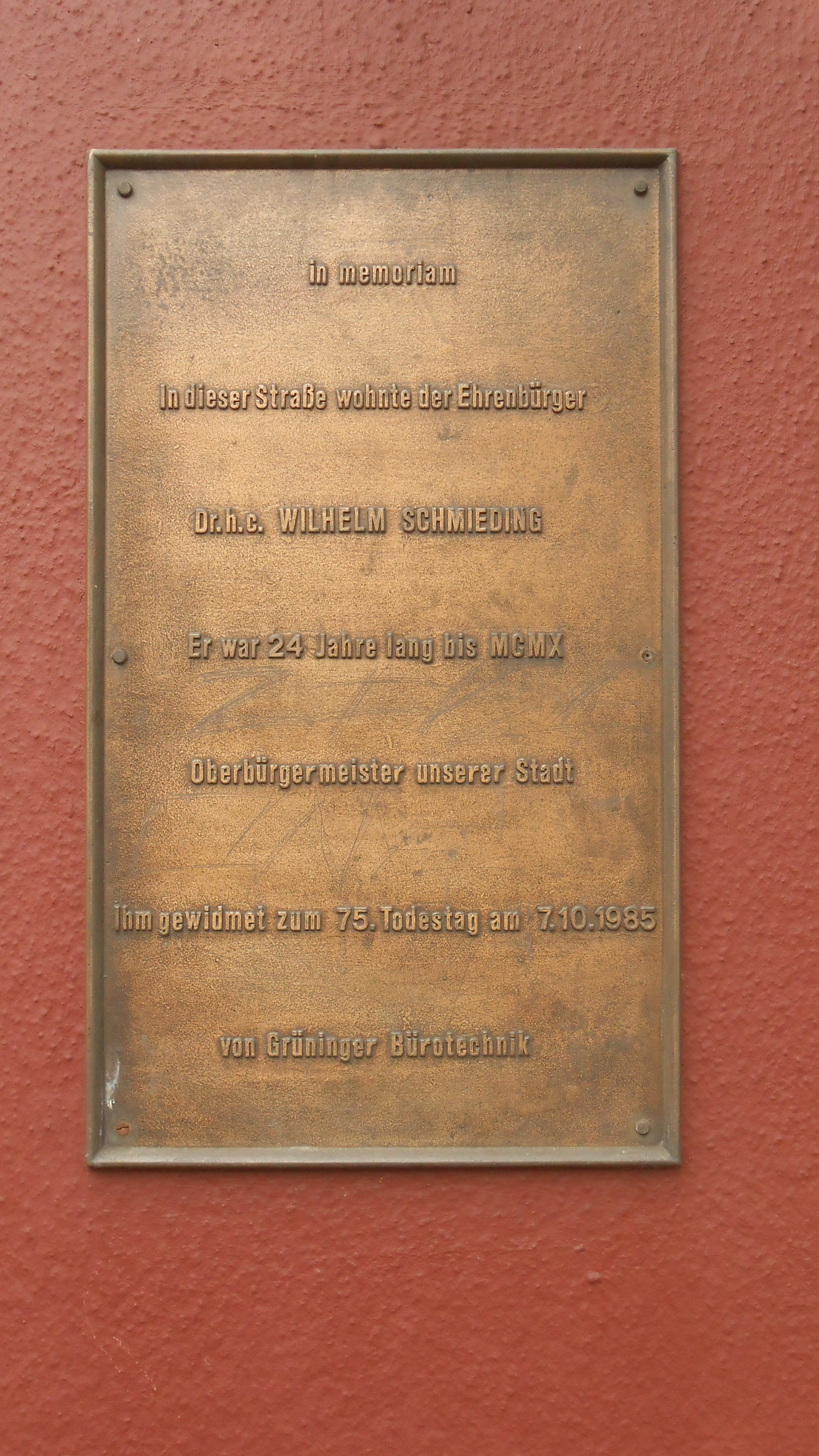
Gedenktafel am früheren Wohnhaus in der Weißenburger Straße, Dortmund

Karl Wilhelm Schmieding (* 20. Juli 1841 in Bönen, Provinz Westfalen; † 7. Oktober 1910 in Dortmund) war ein deutscher Verwaltungsjurist, Politiker und Kommunalbeamter im Königreich Preußen.

## Leben
Schmieding, der evangelischer Konfession war, studierte an der Ruprecht-Karls-Universität Heidelberg und der Friedrich-Wilhelms-Universität zu Berlin sieben Semester Rechtswissenschaften. 1861 wurde er Mitglied des Corps Guestphalia Heidelberg. 1872 wurde er zum Kreisrichter in Essen und 1880 zum Landrat im Kreis Altena ernannt. Von 1883 bis 1886 war er Landrat im Kreis Bochum. Von 1886 bis zu seinem Tode 1910 war er Oberbürgermeister der Stadt Dortmund. Als solcher gehörte er zur sogenannten „OB-Fraktion“ im Preußischen Herrenhaus. Von 1887 bis 1910 gehörte er dem Provinziallandtag der Provinz Westfalen für den Wahlkreis Dortmund-Stadt an. In seine Dortmunder Amtszeit fielen die Eröffnung des Stadthauses, des Dortmunder Hafens und der Alten Synagoge Dortmund. Er wurde zum Dr. phil. h. c. ernannt.

## Ehrungen
- Geh. Regierungsrat
- Ehrenbürger von Dortmund
- Schmiedinghafen im Hafen Dortmund